# Flughafen Maschhad

i8
i11
i13
Der Flughafen Maschhad (persisch فرودگاه بین‌المللی شهید هاشمی نژاد مشهد, Internationaler Flughafen Maschhad Shahid Hasheminejad, englisch Mashhad Shahid Hasheminejad International Airport, IATA-Code: MHD, ICAO-Code: OIMM) ist ein zivil und militärisch genutzter internationaler Flughafen in Maschhad, Iran.
Der Flughafen ist der drittgrößte im Iran nach Teheran-Mehrabad und Teheran-Imam Chomeini. Vom Flughafen aus werden 57 Ziele weltweit angeflogen.
Er dient als Luftfahrt-Drehkreuz für Iran Airtour und Mahan Air.

## Fluglinien und Ziele
Iran Airtour und Mahan Air betreiben in Maschhad einen Hub. Die einzige Route nach Europa wird von Turkish Airlines nach Istanbul angeboten.

## Zwischenfälle
- Am 13. März 1997 stürzte eine Lockheed C-130 Hercules der iranischen Luftwaffe (Kennzeichen unbekannt) 24 Kilometer vom Zielflughafen Maschhad entfernt ab, nachdem die Piloten Triebwerksprobleme gemeldet hatten. Alle 86 Insassen kamen ums Leben.[2]

- Am 1. September 2006 rutschte eine Tupolew Tu-154 über das Ende der Landebahn hinaus und ging in Flammen auf. Im Flugzeug befanden sich zu diesem Zeitpunkt 147 Passagiere, 29 von ihnen starben dabei. Die Tu-154 beflog die Strecke Bandar Abbas–Maschhad (siehe auch Iran-Airtour-Flug 945).

- Am 24. Juli 2009 überrollte eine Iljuschin Il-62 der Aria Air (UP-I6208) auf der Route Teheran–Maschhad mit 153 Passagieren das Landebahnende und prallte gegen einen Erdwall; 3 Passagiere und 13 Crew-Mitglieder starben (siehe auch Aria-Air-Flug 1525).[3]

- Am 24. Januar 2010 verunglückte eine in Russland registrierte Tupolew Tu-154M der Taban Air (RA-85787), als die Piloten wegen eines medizinischen Notfalls eine Notlandung versuchten. Alle 157 Passagiere und dreizehn Crew-Mitglieder überlebten den Unfall, 42 Passagiere wurden leicht verletzt. Die Tupolew Tu-154M musste abgeschrieben werden.[4]